# Снафф (фильм, 1976)
«Снафф» (англ. Snuff) — американский сплэттер 1976 года, снятый режиссёром Майклом Финдли по собственному сценарию. Оператором фильма выступила жена Майкла Роберта Финдли, съёмкой последней сцены занимался Саймон Начтерн. Картина задумывалась супругами Финдли как эксплуатационный фильм, вдохновлённый убийствами, которые совершила семья Мэнсона в 1969 году. Фильм был снят недалеко от Буэнос-Айреса за 30 тысяч долларов, но так и не вышел на экраны. Он должен был стать первым относительно крупным фильмом с серьёзным сюжетом в карьере четы Финдли, до этого работавших только в жанре сексплотейшн. После завершения съёмок фильм был куплен продюсером Алланом Шеклтоном и «пролежал на полке» более пяти лет. В 1976 году Шеклтон прочитал о якобы существующих снафф-фильмах и решил доснять финальную сцену, имитирующую снафф, чтобы выпустить фильм в прокат.
По сюжету фильма, где-то в Южной Америке лидер религиозного культа, по прозвищу Сатана, заставляет девушек-байкеров убивать людей ради себя. Когда сексуальная американская порноактриса Терри Лондон прилетает с продюсером Максом Маршем для съёмок нового фильма, культ преследует её и её друзей, планируя убийства и принесение в жертву её будущего ребёнка.
Изначально вокруг фильма велась рекламная кампания для привлечения общественного внимания. В результате окружной прокурор Нью-Йорка провёл расследование и установил, что убийства, показанные в фильме, были инсценировкой. Эта картина способствовала распространению городской легенды о настоящих снафф-фильмах, оказала долговременное влияние на кинематограф и популярную культуру в целом.

## Сюжет
Фильм открывается сценой с двумя женщинами-хиппи, едущими на байке под саундтрек, который имитирует песню группы Steppenwolf «Born to Be Wild». На заброшенном промышленном комплексе в Аргентине орудует банда байкеров, состоящая из девушек, которые употребляют марихуану или кокаин. Все они последователи религиозного культа, харизматическим лидером которого является мужчина по прозвищу Сатана. Лидер общины требует от своих учеников беспрекословного послушания и подчинения.
Однажды американская порноактриса Терри Лондон и её продюсер Макс Марш прилетают в Буэнос-Айрес. Их встречают репортёры, которые хотят узнать, правдивы ли слухи о том, что они собираются пожениться во время своего визита в Южную Америку. Пара отмахивается от расспросов журналистов и уезжает. Когда они приезжают в отель, становится ясно, что Лондон и Марш состоят в отношениях, но когда она отвергает его ухаживания и он уходит, становится ясно, что у неё есть другой мужчина, Хорст Франк. Лондон познакомилась с Франком на Лонг-Айленде и надеялась встретиться с ним во время своего визита в Южную Америку. Она звонит ему и договаривается о встрече, к большому разочарованию гостьи Франка, Анжелики, которая является агентом Сатаны. Её отправили в дом Франка, чтобы соблазнить его, а затем родить от него ребёнка, которого принесут в жертву в ходе сатанинской церемонии. Узнав, что Лондон находится в отношениях с Франком, Сатана решает, что она может выносить ребёнка, и готовится избавиться от Марша. Франк, происходящий из семьи богатых немецких эмигрантов, уговаривает Лондон бросить работу на Марша и переехать жить к нему в Аргентину. Яростно отстаивая свою независимость, Лондон отказывается от его предложения.
Лондон беременеет от Франка, что происходит невероятно быстро. Когда она покидает Марша, банда Сатаны убивает последнего, оставляя себе возможность нацелиться на Франка, Лондон и главную цель своего плана — их нерождённого ребёнка. Большая часть богатства отца Франка была получена от продажи боеприпасов генералу Моше Даяну, бывшему министру обороны Израиля, помогавшему в борьбе с арабскими соседями. Много говорится о том, что израильтяне-евреи покупали боеприпасы у изгнанного немецкого бизнесмена, и отец Франка спрашивает Лондон: «Делает ли это его (генерала Даяна) меньшим мясником, чем, скажем, Эйхман?». Сатана входит в комнату в сопровождении Анжелики, пришедшей забрать свои вещи, и в ходе жаркого спора Сатана ставит под сомнение этику Франка и подобных ему людей.
Спустя семь месяцев Сатана говорит своей общине, что пришло время «убить их всех. Пришло время для резни». Когда женщины из банды приезжают в особняк, Франк принимает у себя другую пару. Банда их убивает и привязывает Франка к дереву, вероятно, отрезая его гениталии. Члены банды поднимаются наверх, где обнаруживают Лондон в постели с отцом Хорста. Он просит о пощаде, предлагая деньги и возможность сбежать на его личном самолёте, но, не вняв этим мольбам, ему стреляют в грудь и неоднократно спрашивают Лондон: «Это его?», указывая на нерождённого ребёнка в её утробе. Когда она наконец отвечает «Да», Анжелика вонзает нож ей в живот и кричит «Ну, тогда вы двое идите и присоединяйтесь к нему».
Далее камера поворачивается и якобы показывает съёмочные декорации. Режиссёр и девушка-ассистент обсуждают только что снятую сцену и начинают целоваться. Девушка просит прекратить её снимать, но режиссёр неожиданно становится агрессивным и угрожает ей ножом. Он отрезает ей палец плоскогубцами, а затем привлекает другого члена съёмочной группы, чтобы тот взял электропилу и отрезал женщине руку у запястья. Режиссёр вонзает нож ей в живот и разрезает его, достаёт кишки и с криком поднимает их над головой. Далее экран становится чёрным, слышно как в камере рвётся плёнка, и режиссёр говорит: «Чёрт! У нас кончилась плёнка». Его коллега спрашивает: «Вы сняли?». На этот месте фильм резко заканчивается, финальных титров нет.

## В ролях
- Мирта Масса — Терри Лондон
- Клао Вильянуэва — Хорст Франк
- Альдо Майо[исп.] — Максимилиан «Макс» Марш
- Альфредо Иглесиас[исп.] — отец Хорста
- Энрике Ларрателли — Сатана
- Маргарита Амучастеги — Анжелика
- Лилиана Фернандес Бланко — Сюзанна
- Ана Карро — Ана
- Тина Остин — девушка из сценария (дополнительные съёмки)
- Брайан Кэри — режиссёр (дополнительные съёмки)
- Майкл Финдли — детектив
- Роберта Финдли — Кармела (озвучка)

## Производство

### Контекст времени

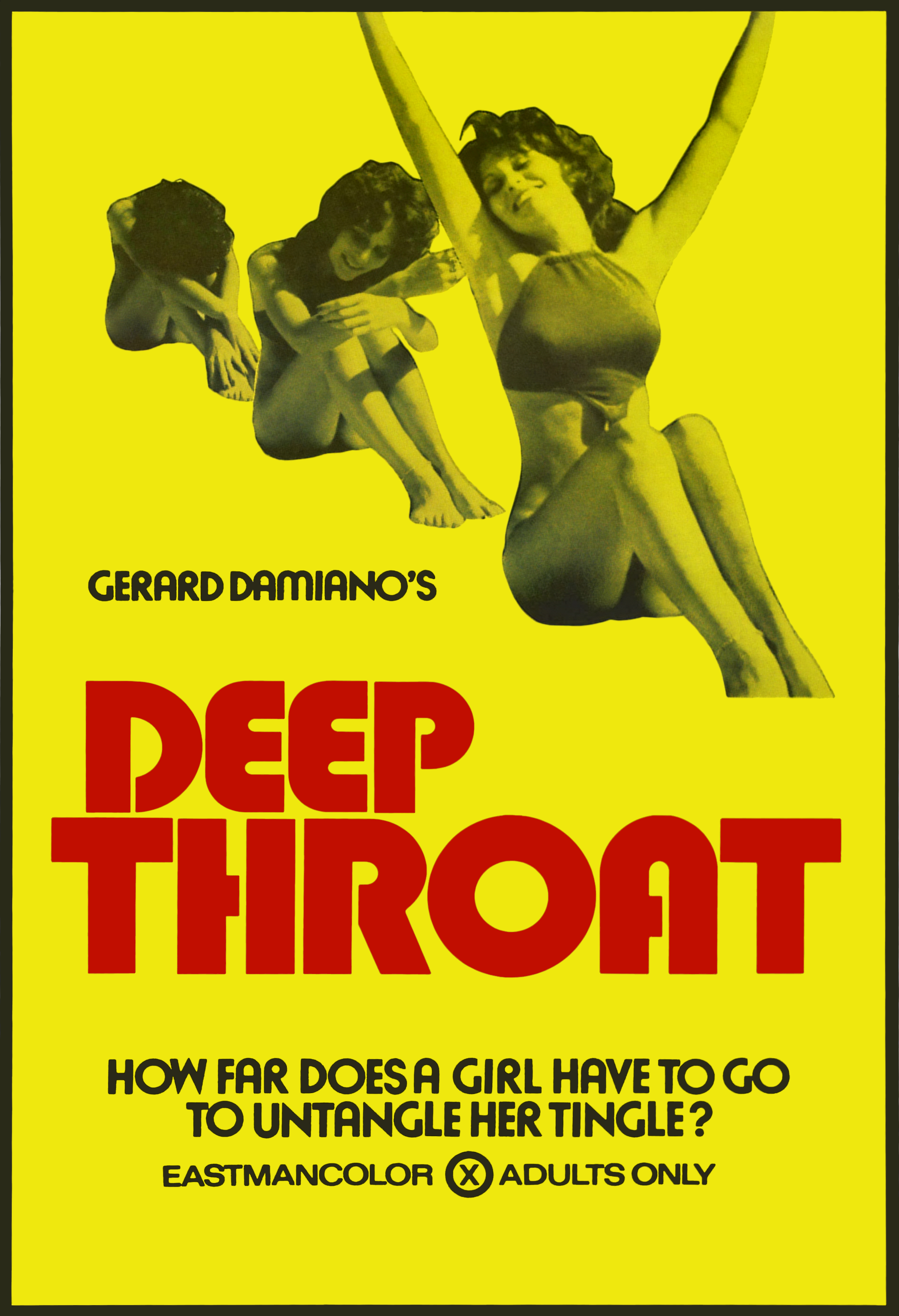
Постер фильма «Глубокая глотка»

Совместные работы Майкла и Роберты Финдли всегда сочетались с актами секса и насилия, начиная с их первой совместной работы в 1964 году — фильма «Тело женщины» (англ. Body of a Female), в котором стриптизёршу похищает бродяга и отдаёт в рабство для пыток богатому извращенцу, и заканчивая их прорывным фильмом 1967 года «Прикосновение её плоти» (англ. The Touch of Her Flesh), и последующими сиквелами «Проклятие её плоти» (англ. The Curse of Her Flesh) (1968) и «Поцелуй её плоти» (англ. The Kiss of Her Flesh) (1968). Их ранние работы соответствовали этой эстетике и внесли значительный вклад в отдельный подвид эксплуатационного кино — агрессивный поджанр сексплуатационного кино, в котором присутствовали насилие и садизм. В этих фильмах регулярно показывались истории, в которых женщины продавались в рабство, подсаживались на наркотики, а в более жёстких версиях заканчивались тем, что их заставляли заниматься грубым сексом с похитителями. Продюсеры этого жанра использовали ряд постановлений Верховного суда США 1950—1960-х годов, которые привели к последовательным послаблениям в законах, определяющих допустимые действия, и тем самым помогли изменить представления о том, что ранее по закону считалось непристойным. В кинематографе кульминацией этого послабления обычно считается «Золотой век порнографии», или то, что Ральф Блюменталь из The New York Times назвал «порношиком». В течение этого периода, по крайней мере на короткое время, порнография стала восприниматься как часть мейнстримного развлечения. Успех жанра часто связывали с популярностью «Глубокой глотки» (1972) — фильма, на который, по сообщениям, приходили знаменитости, дипломаты, критики, бизнесмены и даже семейные пары. Этот фильм называли «Бен-Гуром порношика». Однако, при всей распространённости и кажущейся приемлемости жанра, популярность порнографии была недолгой, и к 1975 году уже ощущалась консервативная реакция общественности.

### Разработка концепции и сценарий
Фильм был снят в Аргентине в 1970 году супругами Майклом и Робертой Финдли и изначально имел название «Бойня» (англ. The Slaughter). Финдли сделали себе имя, снимая садомазохистские эксплуатационные фильмы, и фильм «Бойня» стал попыткой объединить эти элементы в коммерческий продукт, который использовал бы дурную славу убийств «семьи» Чарльза Мэнсона, занимавших первые строки в газетах в течение 1970 и начале 1971 годов. Фильм был снят при бюджете 30 тысяч долларов, в 100 милях к северу от Буэнос-Айреса, на средства, собранные спонсорами, среди которых были дантисты и другие врачи. Инвесторов привлекала гламурность участия в фильме, и они были твёрдо уверены, что съёмки в Южной Америке имеют разумный финансовый смысл. Фильм снимался по сценарию, разработанному Майклом Финдли, который дополнил повествование запутанным политическим подтекстом. Финдли считал, что заинтересовать спонсоров нужно необычным сценарием. Поэтому при работе над сценарием «Бойни» Финдли исходил из того, что высокопоставленные нацистские чиновники избежали судебного преследования за свои преступления, скрываясь в Южной Америке. Он опирался на случаи Адольфа Эйхмана и Йозефа Менгеле. Финдли считал, что фильм с политическими комментариями на данные темы должен иметь больше шансов на успех. Позднее Роберта утверждала, что политическая тема была в фильме очень запутанной; фигура Мэнсона представлялась в виде ангела-мстителя, убивавшего нацистов, которые сбежали в Южную Америку. В то же время задавался вопрос, «не то же ли это самое, что израильтяне, поставляющие оружие арабам?». Несмотря на запутанный политический подтекст, сценарий понравился инвесторам, которые считали, что насилие и экзотические места действия обеспечат фильму кассовый успех.
Исследователь медиа и киновед Марк Маккенна в своём разборе фильма писал, что «Бойню» можно рассматривать как прогрессивный, хотя и плохо поставленный фильм, объединяющий уже сложившийся в то время поджанр женского байкерского кино с зарождавшимся поджанром сатанинского кино — жанром, который стал популярен в 1970-е годы благодаря таким фильмам, как «Гонки с дьяволом» (1975) и «Адский дождь» (1975).

### Съёмки
Руководитель производства выбрал на главную роль модель и бывшую победительницу конкурса красоты «Мисс Интернешнл» 1967 года Мирту Тереситу Массу, снял особняк и проводил там съёмки в течение недели в 1970 году. Фильм снимался в основном без звука, поскольку актёры плохо понимали английский язык. Целиком фильм был снят всего за четыре недели.
Первоначально фильм планировалось выпустить в 1971 году, однако продюсер фильма Джек Брэвман заключил внесудебное соглашение с компанией American International Pictures, разрешив ей использовать название «Бойня» для своего blaxploitation фильма с Джимом Брауном в главной роли.

### Дальнейшие события
Независимый малобюджетный дистрибьютор и по совместительству продюсер Аллан Шеклтон, специализировавшийся на порнофильмах и сексплуатационных картинах, приобрёл права на мировой прокат фильма. Ранее он уже работал с Робертой Финдли над её фильмом «Бутон розы» (англ. Rosebud) (1972). По словам Роберты, фильм был настолько плох, что покупателя найти не удалось, и он пролежал «на полках» Шеклтона до 1976 года. В 1978 году Финдли утверждала, что они с мужем отвезли фильм в Калифорнию и почти заключили сделку, но она сорвалась, когда в дело вмешалась Американская ассоциация кинокомпаний, утверждавшая, что фильм отвратителен. Она считала, что и зрители, и цензоры были просто не готовы к фильму, в котором прообразом одного из героев был Чарльз Мэнсон, особенно к такому, который показывал бы его в выгодном свете. В 1975 году компания Шеклтона Monarch Releasing Corporation стремилась разнообразить свой каталог фильмов, поскольку Шеклтон считал, что рынок эротики постепенно сокращался, а многие кинотеатры просто отказывались демонстрировать фильмы категории «X». В том же году компания Monarch назначила Барри Глассера директором по продвижению и рекламе. Глассер возглавил рекламные кампании трёх новых фильмов: «Месть девочек из группы поддержки» (1976), в котором снялся тогда ещё неизвестный Дэвид Хассельхофф; «Фантастическое вторжение на планету Земля» (1966), переиздание фильма, который ранее был выпущен под названием «Пузырь», и «Снафф».
Прочитав газетную статью о слухах, что в Южной Америке производятся снафф-фильмы, Шеклтон решил выпустить картину с новой концовкой и подзаработать на этой городской легенде. В то время распространился слух, что полицейское управление Нью-Йорка конфисковало ряд фильмов, в которых якобы были показаны сцены реальных убийств. Дик Брасс, репортёр газеты New York Post, был убеждён в том, что снафф-фильмы существуют, и сообщал, что фильмы с реальными убийствами попадают в США из Южной Америки, называя их «высшей степенью непристойности».
Шеклтон, воодушевлённый этими слухами, поручил режиссёру Саймону Начтерну создать альтернативную концовку фильма «Бойня», которая была снята в студии Картера Стивенса на 29-й улице в Нью-Йорке. В ней показано, как после съёмок последней сцены фильма съёмочная группа убивает актрису. Новые кадры, снятые в течение одного дня, были вставлены в конец фильма, новые сцены резко обрывались, что должно было свидетельствовать о незапланированности съёмок и подлинности убийства. Однако актёры и декорации в концовке фильма Начтерна не имеют ни малейшего сходства с теми, что были показаны в оригинале Финдли. Шеклтон также удалил из фильма все титры, чтобы усилить атмосферу таинственности вокруг его производства.

### Связь снафф-фильмов с «Семьёй» Чарльза Мэнсона
Во многих трудах, посвящённых исследованию снафф-фильмов, появление термина связывается с книгой Эдварда Сандерса «The Family: The Story of Charles Manson's Dune Buggy Attack Battalion» (1971). Хотя большинство критиков подвергают сомнению «факты», представленные в книге, в массовой культуре уже плотно закрепилась связь снафф-видео с сектой Чарльза Мэнсона «Семья». Во многом эта связь косвенная и основана на том, что «Семья» регулярно снимала свою повседневную жизнь на три камеры «8 Супер». Когда Сандерс спросил члена «Семьи» Верна Пламли о характере фильмов, которые они производили, Пламли заявил, что это были «просто дурацкие вещи», последствия кислотного трипа, танцы «Семьи» с ножами или, чаще всего, порнография, иногда со знаменитыми участниками.
Этот акцент на порнографии отражён в другом случае, подробно описанном Сандерсом, в котором источник, выдававший себя за нью-йоркского торговца порнографией, занимающегося продажей отрывков из фильмов Энди Уорхола (предположительно из «Грустного кино» (1969)), якобы получил возможность приобрести семь часов порнографии, снятой «Семьёй», но заявил, что цена в 250 000 долларов оказалась слишком высокой, чтобы её оправдать. В описании Сандерса сообщения о распространении порнографии производства «Семьи» похожи на информацию из другого источника, который утверждал, что фильмы об «убийствах в Малибу и Сан-Франциско» также распространялись нелегально через подобные сети. Согласно источнику Сандерса, «Семья» произвела так много фильмов, что даже начала классифицировать их по различным признакам. Например, по словам Пламли, имели место фильмы с «любовными танцами „Семьи“», что давало основания для слухов о существовании порнографических фильмов с участием «Семьи». Также были фильмы о жертвоприношениях животных, которые, как следует из книги Сандерса, часто заканчивались оргиями, в которых члены «Семьи» пили кровь кошек и собак, а затем намазывали её на своё тело и занимались сексом в пустыне. И третьим утверждением Пламли было то, что навсегда свяжет слухи о «Семье» со снафф-видео, — то, что «Семья» занималась ритуальным человеческим жертвоприношением. В некоторых местах источник Сандерса отвечал уклончиво и неконкретно, а иногда Сандерс явно руководил интервьюируемым. Например, на вопрос о том, в какой день недели банда встретилась на частном пляже в Малибу, его источник отвечает: «В среду». Затем Сандерс спрашивает, встречались ли они в полнолуние, предположительно надеясь воспользоваться слухами о сатанинском ритуале, на что респондент неубедительно отвечает: «Или полнолуние, неважно, что-то в этом роде». Когда Сандерс напрямую спрашивает его о слухах о снафф-фильмах, респондент отвечает уклончиво, но описывает домашнее видео, на котором запечатлён сатанинский ритуал, в котором участники надевали чёрные капюшоны на уже мёртвое тело обнажённой и обезглавленной девушки. Когда Сандерс спрашивает: «А что было в конце фильма?», тот отвечает: «Я не видел его. Понимаете?». Сандерс не распрашивает респондента подробнее, но, судя по всему, тот не утверждает, что сам видел фильм, а скорее только слышал о нём, считал киновед Марк Маккенна. Несмотря на ненадёжность этого источника, Сандерс использует его как доказательство связи «Семьи» со снафф-фильмами. И хотя Сандерс прямо не связывает идею снафф-фильма с убийством Шэрон Тейт, по мере появления первых сообщений об этом убийстве неизбежно стали возникать предположения, что «Семья» сняла свои действия на камеру. Миф стал ассоциироваться с Мэнсоном, которому в ранних репортажах приписывался даже сам термин «снафф-фильм», а дальнейшее распространение фотографий с места преступления лишь укрепило данный миф.

## Рекламная кампания
Сообщения о том, что в США из Южной Америки поступают снафф-фильмы, начали появляться в нью-йоркской прессе только зимой 1975 года. К октябрю эти сообщения стали набирать обороты, а сержант Джозеф Хорман из Нью-Йоркского бюро по борьбе с организованной преступностью заявил, что его ведомство близко к приобретению 8-мм плёнки с «порнофильмом, где актрису фактически убивают на камеру», и, что очень важно, этот фильм якобы является одним из восьми подобных фильмов, находящихся в обороте. Хорман ссылался на «весьма надёжных» людей из криминальной среды Нью-Йорка, которые уверяли его, что эти фильмы не только существуют, но и что их можно увидеть на дорогостоящих частных показах. Именно эти сообщения мотивировали Шеклтона, и уже в ноябре 1975 года, ещё до того, как были отсняты новые сцены, журнал The Independent Film Journal сообщил, что компания Monarch приобрела фильм «Снафф», названный «спорным аргентинским фильмом о порноактрисах, которых жестоко убивают на камеру».
Рекламная кампания фильма в силу небольшого бюджета не была масштабной, но её постарались сделать эффектной. Постеры фильма, нарисованные в грубой манере с явно выраженной штриховкой, содержали такие слоганы, как: «Самая кровавая вещь, которая когда-либо происходила перед камерой» (англ. Bloodiest thing to ever happen in front of a camera) и «Фильм, который мог быть снят только в Южной Америке... где жизнь ничего не стоит!» (англ. The film that could only be made in South America... where Life is CHEAP!). Эти слоганы как бы подразумевали, что в фильме происходит реальное убийство, но не говорили об этом прямо. Картина сразу же привлекла к себе внимание организации «Граждане за приличия» (англ. Citizens for Decency), базирующейся в Лос-Анджелесе, которая назвала «Снафф» «мерзким, отвратительным посягательством на все цивилизованные нормы поведения».
К декабрю 1975 года журнал Variety сообщил, что премьера фильма Шеклтона «Снафф» должна состояться в Индианаполисе, а затем в Нью-Йорке и Лос-Анджелесе. В интервью Шеклтон уклончиво и неопределённо отвечал на вопросы журналиста, заявив, что он распространяет фильм для продюсера, имя и национальность которого отказывается раскрывать. Он также рассказал, что уже стал мишенью для нескольких групп, выступающих за соблюдение моральных норм, хотя и отказался назвать их имена. Его отказ вызвал интерес Variety, который дополнил свою статью интервью с Майклом Финдли, которому третье лицо сообщило, что «Снафф» — это просто переделка его фильма «Бойня», и который предположил, что у Шеклтона «могут возникнуть проблемы c законом», если это окажется правдой. По словам Финдли, сделка была заключена с Джо Соломоном из Fanfare Pictures, но Соломон отказался от неё, когда Ассоциация кинокомпаний присвоила картине рейтинг «X». Несмотря на возможные проблемы с законом, Шеклтон заверил кинопрокатчиков, что «все препятствия, которые могли стоять на пути выхода фильма, устранены». Однако ещё до начала проката Таможенная служба США обеспокоилась тем, что фильм нарушает федеральные законы. Фильм подвергся тщательной проверке, агентов интересовало только то, не попал ли он в страну нелегально, чего, конечно же, не было. После этого Шеклтон заявил, что «теперь, когда таможня дала нам зелёный свет, мы не ожидаем никаких дальнейших юридических трудностей и намерены приступить к реализации планов по распространению „Снаффа“ по всей стране». Рейтинг «X» был присвоен фильму по просьбе Шеклтона, решившего отказаться от рейтинга «R», который был присвоен его фильму изначально, заявляя, что «молодые люди могут пострадать от просмотра откровенного насилия».
Шеклтон был настолько уверен в успехе фильма, что ещё до его выхода на экраны начал рекламировать продолжение — фильм «Слэшер» (англ. The Slasher). В той же статье, где Шеклтон рекламировал «Месть девочек из группы поддержки» и «Фантастическое вторжение на планету Земля», он говорил о том, что рекламная кампания получила положительный отклик, и предположил, что продолжение не за горами. В апреле 1977 года первоначальный ажиотаж, вызванный выходом фильма «Снафф», начал стихать. Как и концовка «Снаффа», фильм «Слэшер» никак не был связан с фильмом «Бойня» или его переделкой в «Снафф», несмотря на то, что был заявлен как прямой сиквел. Фильм был итальянского производства и в оригинале назывался «Откровения сексуального маньяка главе криминальной полиции» (1972). Выход фильма «Снафф» ознаменовал начало нового периода для компании Monarch, связанного с отходом от порнографии. Тем не менее уже в фильме «Откровения сексуального маньяка главе криминальной полиции», вышедшем под названием «Слэшер», имелись порно-вставки, в которых снялся Гарри Римс.

## Реакция общественности
В разное время писали, что в качестве рекламного трюка Шеклтон нанял фальшивых демонстрантов, чтобы пикетировать кинотеатры, в которых показывался фильм. По словам его помощника Картера Стивенса, Шеклтон выразил удивление, когда к псевдопротестующим присоединились настоящие противники фильма. Усилиями Шеклтона удалось вызвать ажиотаж в СМИ, причём многие комментаторы и общественные организации осуждали фильм, даже не посмотрев его. Хотя вскоре после выхода картины на экраны мистификацию разоблачил журнал Variety, фильм стал довольно популярным в Нью-Йорке, Филадельфии, Лос-Анджелесе и Бостоне.
Фильм способствовал созданию радикального феминистского движения «Женщины против порнографии» (WAP, впоследствии «Женщины против насилия над женщинами» — WAVAW). Группу возглавила Андреа Дворкин, ярая фемактивистка и противница порнографии, которая убедила своих друзей и наставников присоединиться к ней в пикетировании кинотеатра в Нью-Йорке. К её пикету присоединились представители индустрии фильмов для взрослых, считая, что «Снафф» наносит непоправимый ущерб репутации их бизнеса. В это же время рядом с Китайским театром на голливудской «Аллее славы» фильм пикетировала группа церкви возрождения. Церковная группа протестовала против фильма, называя его порнографическим, а Американская ассоциация фильмов для взрослых (AFAA) выступала против того, что они считали моральным разложением и злоупотреблением рейтингом «X». По их мнению, этот рейтинг предназначается исключительно для эротических материалов, и не должен ассоциироваться с фильмами, подобными «Снаффу». AFAA, членом которой являлся Шеклтон, старалась избегать любых ассоциаций с фильмом «Снафф», поскольку городская легенда о снафф-видео включала слухи о том, что в производстве этих фильмов замешана секс-индустрия. AFAA исключила Шеклтона из своих рядов и объявила, что аффилированные с ней кинотеатры для взрослых не будут показывать эту картину (которая в любом случае демонстрировалась в обычных кинотеатрах, а не в кинотеатрах для взрослых), а также созвала пресс-конференцию, на которой настаивала на том, что фильм является мистификацией.
Слухи о том, что в фильме показано реальное убийство, не утихали. На протяжении всего проката фильма Шеклтон давал неоднозначные комментарии относительно кровавых сцен в фильме. Например, в интервью изданию Variety он заявил: «[Если убийство реальное], я буду дураком, если признаюсь в этом. Если же оно не настоящее, то я буду дураком, признавшись в этом».
Под влиянием «жалоб и обращений известных писателей, в том числе Эрика Бентли и Сьюзен Браунмиллер, а также законодателей», окружной прокурор Нью-Йорка Роберт Моргентау провёл многомесячное расследование обстоятельств создания фильма. В итоге Моргентау признал якобы «реальное убийство» «не более чем обычной трюковой съёмкой, что очевидно для любого, кто посмотрит фильм». Моргентау заверил общественность, что актриса, якобы расчленённая и убитая в финале фильма, «жива и здорова», и обратился в полицию с просьбой разыскать её. В итоге её нашли. Журнал Boxoffice сообщил, что исполнительницу смутило то, что ей пришлось играть, но, конечно, её не расчленили; как начинающая актриса, она хотела сделать себе имя, но только не в таком фильме, как «Снафф». Моргентау не нашёл оснований для уголовного преследования по законам о порнографии, а также по законам об обмане потребителей в отношении рекламы фильма. Однако Моргентау заявил, что его «беспокоит тот факт, что подобный фильм может подстрекать или побуждать людей к совершению насилия над женщинами».

## Релиз
Некоторые источники утверждают, что фильм Финдли получил крайне ограниченный театральный релиз, в то время как другие указывают, что он вообще не шёл в кинотеатрах под своим первоначальным названием.

### Кинотеатральный релиз
Фильм вышел в прокат 16 января 1976 года в кинотеатре Uptown в Индианаполисе. На премьере присутствовало менее двух десятков человек, в основном сотрудники правоохранительных органов или представители СМИ. Постеры фильма в фойе кинотеатра, рекламирующие картину, были испорчены написанной от руки надписью, заверяющей зрителей, что «во время съёмок никто не пострадал». На премьере в Уичито, штат Канзас, фильм собрал больше зрителей. Некоторые из них назвали его подделкой, а представитель местного кинотеатра заметил, что «многие люди смеялись, а не кричали». Хотя вначале фильм шёл плохо и не вызывал реакции, к тому времени, когда в феврале его начали показывать в Филадельфии, ситуация изменилась. В течение двух дней подряд тридцать пять женщин с плакатами пикетировали кинотеатр Regency. В свою очередь, эти демонстрации привели к отказу ежедневных газет размещать рекламные объявления о фильме и вынудили кинопрокатчика перенести показ из своего главного кинотеатра в центре города в кинотеатр на окраине. Фильм вышел в Лас-Вегасе при условии, что кинотеатр будет соблюдать многочисленные правила, установленные городским прокурором Карлом Ловеллом. Ловелл уже общался с представителями полиции из Индианаполиса, и хотя он был убеждён, что в фильме не показаны кадры реального убийства, он утверждал, что его офис будет ссылаться на законы штата о защите прав потребителей, если кинотеатр пойдет на уловку Шеклтона относительно рекламной кампании о подлинности убийства. К концу февраля журнал Variety сообщил, что, несмотря на неоднозначный приём, фильм «Снафф» будет прибыльным и что Майкл Финдли и Шеклтон заключили внесудебное соглашение. Сумма сделки не раскрывалась.
После выхода в прокат в Национальном театре Нью-Йорка с ценой билета 4 доллара «Снафф» за первые шесть дней собрал 59 512 долларов, а к 10 марта, чуть более чем за месяц проката, он собрал 157 062 доллара. В Нью-Йорке фильм три недели подряд обгонял «Пролетая над гнездом кукушки» Милоша Формана. Во время показа фильма в кинотеатрах феминистские группы продолжали протестовать против картины, в результате чего городские власти в Санта-Кларе, Филадельфии и Сент-Поле вынудили кинотеатры прекратить кинопрокат. Двадцать женщин протестовали против показа фильма в Рочестере (штат Нью-Йорк) в кинотеатре Holiday Ciné: четверых из них арестовали после того, как они разбили рамку афиши, чтобы уничтожить постер фильма. Владелец кинотеатра в Монтиселло был привлечён к ответственности по обвинению в непристойности. Однако в большинстве мест протесты не смогли остановить кинопрокат.

### Релиз на домашних носителях

#### Релиз в Великобритании
В 1982 году новообразованный дистрибьютор Astra Video начал агрессивную рекламную кампанию по продвижению своего нового ассортимента фильмов. Astra Video была британской компанией, возглавляемой Майком Бэром и поддерживаемой лос-анджелесским дистрибьютором Wizard Video. Первые релизы компании представляли собой серию спорных фильмов Wizard, призванных привлечь внимание британской видеопрокатной аудитории. Они выпустили «Лучшее из секса и насилия» (1982), компиляцию самых развратных сцен из различных фильмов, снятых в жанре эксплотейшн, которую вёл Джон Кэррадайн. Astra также выпустила фильм «Я плюю на ваши могилы» (1978) и «Кровавый пир» (1963). Эти два фильма вместе со «Снаффом» попали в так называемый список «видеомерзостей». В обществе нарастало беспокойство и поднималась волна тревоги в связи с угрозой, которую представляли собой подобные видео с насилием. Однако Бэр, игнорируя происходящее, заявил, что его не беспокоит выход «Снаффа» на VHS. В итоге этот фильм оказался в центре кампании, направленной на «запрет садистских видео». Газета Daily Express выделила этот фильм как особенно проблемный пример: «На следующей неделе на ваших улицах появится новый товар — фильм под названием „Снафф“, который любой желающий сможет купить в 12 000 видеомагазинах по всей Британии. В нём показаны сцены изнасилований, увечий и убийств, настолько реалистичные, что на обложке спрашивают: „Убийства в фильме происходят на самом деле?“». Постепенно осознав реакцию общественности, Бэр предпринял несколько попыток ограничить ущерб и попытался прояснить свою позицию в интервью журналу Video Business. Он заявил: «Конечно, это не настоящий снафф-фильм... это рекламный трюк» и заявил, что всегда ожидал, что «выпуск фильма приведёт к проблемам» и из-за возникших разногласий фильм продержится на рынке не более месяца. Тогда же Бэр сообщил, что компания уже приняла заказы на 2500 видеокассет в первый день релиза. Это свидетельствует о том, что фильм в самом деле был выпущен в ограниченном количестве копий, а также имел большой коммерческий успех, поскольку 2500 копий в денежном эквиваленте соответствовали примерно 100 000 фунтам стерлингов. Бэр, находившийся под нарастающим общественным давлением, заявил в следующем номере Video Business, что у компании не было другого выбора, кроме как отменить этот релиз, что «общественный резонанс вокруг этого фильма заставит покупателей приобрести фильм, который был сенсационно превращён в то, чем он не является». Astra «дорожит своей репутацией честного и добросовестного производителя» и «не хочет наживаться на ложной рекламе».

Примеры двух обложек Британского VHS издания фильма «Снафф». Чёрная (вверх) — якобы пиратский выпуск фильма компанией Astra Video. Голубая (низ) — пиратский резил конца 1990-х годов.

9 июня 1982 года отдел по борьбе с непристойными публикациями провёл рейды в помещениях трёх видеодистрибьюторов: GoVideo, VIPCO и Astra, конфисковав, соответственно, копии фильмов «Экспериментальный лагерь СС» (1976), «Убийца с электродрелью» (1979) и «Я плюю на ваши могилы». Эти изъятия в конечном итоге привели к первой волне судебных преследований, направленных непосредственно на распространителей видеокассет, а не на пункты проката. Эта новая стратегия правительства предусматривала решение проблемы так называемых «видеонаркотиков» через борьбу с её источником. Позже Бэр рассказывал, что после проблем с властями из-за выхода фильма «Я плюю на ваши могилы» ему посоветовали ни при каких обстоятельствах не пытаться распространять «Снафф». С его слов, на основании этого совета он принял решение изъять фильм из продажи. В реальности же обыски в помещениях компании Astra, в ходе которых был изъят фильм «Я плюю на ваши могилы», состоялись только через неделю после выхода «Снаффа». В отчёте о рейде на территорию компании Astra утверждается, что компания решила изъять «Снафф» ещё до того, как кассеты попали на рынок, что противоречит предыдущему заявлению Бэра о продаже 2500 копий в первый день релиза. 9 июня 1982 года, когда был проведён рейд, «Снафф» уже был доступен чуть более недели. Однако во время рейдов не было найдено или конфисковано ни одного экземпляра данного фильма, следовательно, на складе его не было. Отсутствие упоминания о «Снаффе» в полицейском отчёте может в какой-то мере подтвердить слова Бэра о том, что его компания не участвовала в распространении фильма. Он всегда утверждал, что ленту выпустила пиратская группа, но доказать это невозможно. С таким же успехом можно предположить, что Astra Video, предчувствуя возможные проблемы, связанные с фильмом, предусмотрительно организовала производство и (или) хранение кассет в другом месте, считал Марк Маккенна. 12 сентября 1982 года стало ясно, что «Снафф» действительно попал на рынок, о чём написала газета The Sunday Times. Бэр утверждал, что его мастер-копия ленты была отправлена обратно в США до того, как были сделаны копии фильма. Он говорил, что пиратская копия «Снаффа», которую он видел и которая распространялась, «вовсе не „Снафф“, а компиляция различных нарезок под этим названием».
Тем не менее фильм вышел на рынок, хотя и в несколько изменённом виде. Его содержание не изменилось по сравнению с американским релизом, но упаковка заметно отличалась от оригинальных рекламных изображений Astra, которые были распространены в прессе. Голубая фоновая рамка оригинального дизайна упаковки Astra уступила место чёрному дизайну, а все упоминания о компании Astra и её связи с продуктом были удалены. Этикетка кассеты, на которой обычно изображался логотип компании, отсутствовала, а вместо неё появилась явно любительская этикетка. Эти элементы в сочетании с тем фактом, что на этой версии с чёрной обложкой даже не было названия фильма на боковом корешке обложки, придали фильму, который Astra намеревалась продвигать более традиционными способами, незаконный оттенок. Интервью Бэра в журнале Shock Horror повторяет историю, в которой Astra Video не была ответственна за выпуск «Снаффа», и хотя большинство сообщений того периода подтверждают его позицию, хронология, выстроенная Бэром вокруг выпуска и последующего изъятия фильма, по мнению киноведа Маккенны, не выдерживает проверки. Маккенна ставил под сомнение то, что какая-либо пиратская контора могла заняться изменением дизайна обложки видеокассеты и убрать оттуда упоминание дистрибьютера. Единственной стороной, которой было выгодно удалить информацию о дистрибьюторе, мог быть только сам дистрибьютор, который хотел получить прибыль и одновременно дистанцироваться от фильма. Однако неизвестно, была ли компания Astra ответственна за этот релиз. Но именно эта версия кассеты была доступна с момента запланированного релиза, и именно она продолжает циркулировать среди коллекционеров вот уже сорок лет. Поначалу, согласно утверждениям Бэра, многие считали эту версию пиратской, но в настоящее время коллекционеры склоняются к тому, что именно она является оригинальной.
В конце 1990-х годов появилась ещё одна версия VHS издания фильма. Эта версия внешне выглядела как официальный релиз, выпущенный компанией Astra Video. Обложка этого издания была в синем цвете, как и все издания Astra, на ней был логотип как Astra, так и Cult Video, американского партнера Astra — Wizard. На обложке было также указано, что она была «напечатана в США», что соответствует другим совместным работам Wizard/CultVideo того же периода. Скептическое отношение к происхождению этого релиза привело к тому, что обложку, этикетку и упаковку кассеты тщательно изучили, и несоответствия вызвали определённые сомнения в подлинности релиза, который сейчас в основном рассматривается как пиратский. Данное издание было выпущено гораздо позже, чтобы обмануть коллекционеров, считал Маккенна.
В ноябре 2013 года на интернет-аукционе ebay был выставлен оригинальный постер к британскому видеорелизу «Снаффа». Постер имел повреждения, соответствующие его возрасту (зазубрины, надрывы и выцветшие места). Кроме того, на нём присутствовали все элементы чёрного дизайна, но с двумя важными дополнениями — логотипами Wizard и AstraVideo. Аукцион прошёл неудачно в основном из-за состояния постера, завышенной цены и предположений некоторых коллекционеров о том, что он не может быть подлинным, поскольку Astra никогда официально не выпускала фильм. Для других же появление постера, на котором логотипы компаний Astra и Wizard были помещены в чёрное обрамление, однозначно доказывало, что за чёрным изданием фильма действительно стояла Astra.

#### Последующие релизы
Впервые фильм был выпущен на DVD компанией Blue Underground 29 июля 2003 года. Позже Blue Underground выпустила фильм на DVD в специальном издании и впервые на Blu-ray 22 октября 2013 года. В последний раз фильм был выпущен на Blu-ray компанией Cheezy Flicks 13 марта 2018 года, специально для данного издания оригинальная плёнка была отсканирована в 4K разрешении.

## Критика
Фильм «Снафф» был раскритикован сразу после выхода в прокат, как за рекламную кампанию, вводящую зрителей в заблуждение, так и за низкое качество картины в целом. Ричард Эдер из New York Times назвал фильм «ужасно написанным, отснятым, сыгранным, срежиссированным и дублированным куском гнили, в котором группа дьявольских девушек расправляется с людьми». Также в New York Times Джон Леонард написал, что Маркус Уэлби мог бы улучшить спецэффекты фильма и что финальное «убийство» было менее «несносным», чем аналогичная сцена из «Тела для Франкенштейна» (1973).
Спустя годы отзывы остались столь же негативными. Джоэл Харли из HorrorNews.net в своей рецензии на фильм написал: «Если бы не эта концовка и не фурор вокруг неё, „Снафф“ наверняка был бы давно забыт. А так, если не считать дурной славы, фильм получился средненьким». Билл Гиброн из PopMatters дал фильму 3 из 10 звезд, написав: «В отличие от современных кровавых фильмов, которые стремятся к реализму, как при расчленёнке, так и во всех аспектах спецэффектов, „Снафф“ — дешёвка и пошлятина. Хотя легенда о нём живёт... В последние несколько минут фильма на экране никто не умирает. А вот ваше чувство доверчивости...». Адам Тайнер из DVD Talk назвал фильм «практически непригодным для просмотра». Тайнер раскритиковал излишне затянутые сцены, отсутствие напряжения и дублированные диалоги, которые он назвал «сонными, плоскими, безжизненными и вопиюще неумелыми, даже не делающими попыток соответствовать бешено хлопающим губам».
Кинокритик Александра Хеллер-Николас утверждала, что, хотя «Снафф», возможно, и не является «лучшим» фильмом 1970-х годов, он, вероятно, наиболее значительный из «худших» фильмов десятилетия. Исследователь медиа и киновед Марк Маккенна, ссылаясь на слова Хеллер-Николас, писал, что «идея часто может быть более мощной, чем её воплощение». Маккенна утверждал, что в фильме, начиная с самых первых сцен, где женщины-хиппи едут на байке под саундтрек, имитирующий песню группы Steppenwolf «Born to Be Wild», заметно стилистическое влияние молодёжного фильма «Беспечный ездок» (1969), да и в дальнейшем у «Снаффа» можно найти параллели с этой картиной, которая сыграла значительную роль в создании байкерского кино.
В своём разборе финала британский исследователь медиа Джулиан Петли писал, что сцена «убийства» соответствует классическому голливудскому стилю. Сцена состоит из нескольких склеек с разных камер, и именно этот приём больше всего нарушает ощущение реальности происходящего на экране. Маккенна отмечал, что подобным образом звук, который слышен в последние моменты сцены, продолжает звучать даже после того, как фильм закончился: этот звук должен был быть записан извне и затем синхронизирован с визуальной дорожкой. Зритель слышит голоса актёров, всё ещё разговаривающих после окончания визуального ряда. По утверждению Маккенны, данный приём является «невероятно эффективным», но в то же время он является неопровержимым доказательством того, что сцена является смонтированной. Эти проблемы в сочетании с плохим исполнением и некачественными спецэффектами разрушают любое ощущение подлинности событий, показанных в фильме.

## Влияние
Марк Маккенна считал, что фильм популяризировал идею, которая оказала долговременное влияние на кинематограф и популярную культуру в целом. По его мнению, картина сделала больше для популяризации мифа о снафф-видео, чем все спекулятивные сообщения, появившиеся в прессе в преддверии её выхода. Хотя этот миф возник раньше, фильм только укрепил представления о том, что настоящее снафф-видео может существовать в реальности.
Спустя пять лет после выхода фильма Андреа Дворкин продолжала считать, что снафф-фильмы существуют. В своей книге 1981 года «Порнография: Мужчины владеют женщинами» (англ. Pornography: Men Possessing Women) она утверждала, что «в 1975 году в Соединённых Штатах организованная преступность, как сообщается, продавала снафф-фильмы частным коллекционерам порнографии. В этих фильмах женщин действительно калечили, резали на куски, трахали и убивали»; кроме того, эти «преступления фотографировались и записывались на плёнку убийцей, который воспроизводил их для удовольствия». Несмотря на настойчивость Дворкин, это были точно такие же необоснованные слухи, которые изначально вдохновили Шеклтона на рекламную кампанию фильма.
Различные феминистические группы выразили своё возмущение фильмом, что инициировало распространение в обществе мифа о снафф-фильмах. Когда миф дошёл до Великобритании, британская фракция WAVAW заявляла: «Порнография простирается от третьей страницы в The Sun до Penthouse, Les Girls и, наконец, заканчивается ужасными снафф-фильмами». В британских изданиях указывалось, что снафф-плёнки были привезены в Калифорнию, откуда, судя по всему, начали распространяться. Позднее одна из организаторов протеста, писательница и член WAVAW Сьюзан Браунмиллер, признала, что, хотя слухи о реальном убийстве были сильно преувеличены и испарились в ходе расследования, темы эротизированных пыток в фильме привлекли внимание феминистского движения против порнографии 1970-х годов. По утверждению Браунмиллер, то, что «сексуальное насилие преподносится как развлечение, то, что убийство и расчленение женского тела является коммерческим материалом для фильма, возмущает наше чувство справедливости как женщин, как людей». Браунмиллер призывала к любым действиям, которые помогли бы помешать показу фильма: раздавать листовки, проводить пикеты, писать письма. Киновед и историк кино Линда Уильямс писала, что для многих феминисток тогда источник угрозы «сместился с садистского содержания фильма к садизму зрителей, которые готовы платить за то, чтобы увидеть то, что они считали высшим оргазмом». Как отмечал Маккенна, хотя сцены в «Снафф» были явно постановочными, часто утверждалось, что они «отражают апофеоз мужского желания» и, возможно, «могут подстрекать к сексуализированному насилию над женщинами». Историки культуры, исследователи медиа Эйтн Джонсон и Эрик Шефер, отмечая, что вопрос о «реальности» показанного в фильме отошёл на второй план, утверждали, что дискурсивный сдвиг был стратегически использован, чтобы изменить «определение порнографии — от сексуальной репрезентации к буквальной инскрипции мужского господства над женщиной». По словам Маккенны, в условиях отсутствия проверяемых доказательств, готовность мужской аудитории смотреть подобные фильмы стала достаточным подтверждением их желания эротизированного убийства. Это обстоятельство, возможно, позволило мифу о снафф-видео сохраниться и развиваться до настоящего времени.
Эйтн Джонсон и Эрик Шефер предположили, что «„Снафф“ стал поворотным моментом в дискурсивном сдвиге в спорах о порнографии и сексуальной репрезентации». Они утверждали, что ранее порнография рассматривалась как безвредный порок, но после выхода «Снаффа» отношение к ней стало гораздо более консервативным и её «вновь… заклеймили как опасную форму низкой культуры, которая легитимирует эксплуатацию женщин и детей для садистской, очевидно, мужской аудитории». Продюсер фильма Аллан Шеклтон утверждал, что данные изменения в восприятии порнографии начались гораздо раньше выхода фильма и что создание «Снаффа» до некоторой степени стало ответом на эти перемены.

## Видео
- Кристофер Экклстон. Тёмная сторона порнофильмов[англ.] (англ.) : документальный сериал. — Lion Television, 2005—2006.